# Christoph Staiger
Christoph Staiger ist ein ehemaliger deutscher Basketballspieler.

## Laufbahn
Staiger kam 1965 aus der Jugend des USC Heidelberg in die Bundesligamannschaft des Vereins. Mit dem USC wurde er 1966 deutscher Meister. 1968 wechselte er zum Bundesliga-Aufsteiger USC Mainz. 1972 kehrte der 1,98 Meter große Staiger aus Mainz zum USC Heidelberg zurück und wurde mit der Mannschaft 1973 wieder deutscher Meister. 1974 erreichte er mit dem USC den zweiten Platz. 1974 zog sich Staiger in die Regionalliga zurück, kam aber als Aushilfe noch in mehreren Bundesligabegegnungen für den USC zum Einsatz und trug dazu bei, dass die Mannschaft in der deutschen Meisterschaft Zweiter wurde. In der Spielzeit 1975/76 zählte er wieder fest zum Heidelberger Bundesligaaufgebot. 1976 schloss sich Staiger der zweiten Herrenmannschaft des USC Heidelberg, die damals in der 2. Bundesliga antrat, an.
Während seiner Zeit als Leistungsbasketballspieler nahm Staiger mit dem USC Heidelberg und dem USC Mainz auch an Europapokalspielen teil, darunter 1966/67 sowie 1973/74 im Landesmeister-Wettbewerb. In dessen Rahmen traf er mit dem USC Heidelberg im Dezember 1966 sowie Ende November 1973 auf Real Madrid. 1966 erzielte Staiger gegen die spanische Spitzenmannschaft in zwei Begegnungen einmal 14, einmal drei Punkte. Das erste Spiel wurde mit 88:93, das zweite mit 89:104 verloren. Im November 1973 erzielte Staiger fünf Punkte gegen Real Madrid und unterlag den Spaniern mit Heidelberg deutlich 54:94.